# 正宣寺 (大阪市北区)
正宣寺（しょうせんじ）は、大阪府大阪市北区中崎西に位置する浄土真宗本願寺派の寺院である。山号は光寿山。本尊は阿弥陀如来。

## 歴史
1940年（昭和15年）に創建。
創建当初は万歳町に位置する「北野布教所」であったが、1945年（昭和20年）に戦災のため現在地に移転し、1988年（昭和63年）に正宣寺として再建した。

## 交通
- Osaka Metro谷町線「中崎町駅」より徒歩で約3分。
- 阪急電鉄神戸本線・宝塚本線・京都本線「大阪梅田駅」より徒歩で約9分。